# Доминиканска Република на Светском првенству у атлетици у дворани 2018.
Доминиканска Република је учествовала на 17. Светском првенству у атлетици у дворани 2018. одржаном у Бирмингему од 1. до 4. марта дванаести пут. Репрезентацију Доминиканске Републике  представљало је 6 атлетичара који се такмичили у две дисциплине.,
На овом првенству такмичари Доминиканске Републике нису освојили ниједну медаљу али су остварили један национални резултат сезоне и један лични резултат сезоне.

## Учесници
Мушкарци:
- Лугелин Сантос — 400 м, 4х400 м
- Хуандер Сантос — 400 м, 4х400 м
- Леонел Бонон — 4х400 м
- Andito Charles — 4х400 м
- Рајмонд Моисес Урбино Тејада — 4х400 м
- Lidio Andres Feliz — 4х400 м

## Резултати

### Мушкарци
| Атлетичар                                                               | Дисциплина | Лични рекорд | Квалификација | Квалификација | Полуфинале    | Полуфинале | Финале                | Финале          | Детаљи |
| Атлетичар                                                               | Дисциплина | Лични рекорд | Резултат      | Место         | Резултат      | Место      | Резултат              | Место           | Детаљи |
| ----------------------------------------------------------------------- | ---------- | ------------ | ------------- | ------------- | ------------- | ---------- | --------------------- | --------------- | ------ |
| Лугелин Сантос                                                          | 400 м      | 45,80 НР     | 46,83 кв      | 3. у гр. 6    | 46.31 КВ, ЛРС | 1. у гр. 1 | Дисквалификован       | Дисквалификован |        |
| Хуандер Сантос                                                          | 400 м      | 46,52        | 47,02 кв      | 4. у гр. 6    | 46,83         | 4. у гр. 2 | Није се квалификовао  | 11 / 25 (32)    |        |
| Хуандер Сантос Рајмонд Моисес Урбино Тејада Andito Charles Леонел Бонон | 4 х 400 м  | 3:06.30 НР   | 3:40,54 НРС   | 4. у гр. 2    |               |            | Нису се квалификовали | 9 / 9 (10)      |        |